# Alfio Avito
Alfio Avito (in latino Alfius Avitus; ... – II secolo) è stato un poeta romano del movimento letterario latino del II secolo, facente parte del cosiddetto movimento dei poetae novelli.
Compose l'opera poetica Libri excellentium, che parlava delle leggende dell'antica storia romana, espresse in modo popolare ed in latino volgare.